# Йон Лука Караджале
Йон Лука Караджале (рум. Ion Luca Caragiale; 30 січня 1852, Хайманале, нині Караджале — 9 червня 1912 року, Берлін) — румунський письменник, драматург.

## Біографія
Караджале народився в родині дрібного чиновника.
До того як стати професійним письменником, він був суфлером, коректором, актором, переписувачем і одночасно навчався на юридичному факультеті Бухарестського університету.
Згодом був учителем в ліцеї, шкільним інспектором і директором театру.

## Творчість
У 1873 році Караджале дебютував як журналіст, публікував нариси і фейлетони. Разом з Антоном Бакалбаша створив і випускав журнал «Moftul romîn».
Караджале належать одні з найкращих драматичних творів, написаних румунською мовою.
Його комедії «Погана ніч», «Втрачений лист», «Пан Леоніда перед обличчям реакції» і «В дні карнавалу» написані з великим талантом і тонкою спостережливістю, виведені в них типи, відображають моральні принципи того часу і національні сторони характеру і побуту. Відома також трьохактна драма Караджале «Напасть» і кілька новел: «Великодній факел», «Гріх» та інші.
У низці скетчів Караджале фігурує Мітіке, який став одним з найвідоміших персонажів у збірнику Караджале 1901 року Momente și schițe, а також у румунській гумористичній літературі в цілому. Мітіке — чоловік, житель Бухареста, чия передісторія і статус не завжди зрозумілі. Як правило він розглядається як алегорія середнього бухарестця або розширено — жителів південних регіонів Румунії — Валахії і Мунтенії.

## Пам'ять
- На честь Караджале назвали:
  - румунський Національний театр в Бухаресті, директором якого він був у 1888-1889 роках;
  - Національний університет театру і кіно;
- У 1928 році Сабін Драгой написав оперу «Напасть» за п'єсою Караджале;
- У Молдові на його честь були випущені поштові марки;
- Похований в Бухаресті на меморіальному цвинтарі Беллу.

Статуя Караджале перед Національним театром в Бухаресті
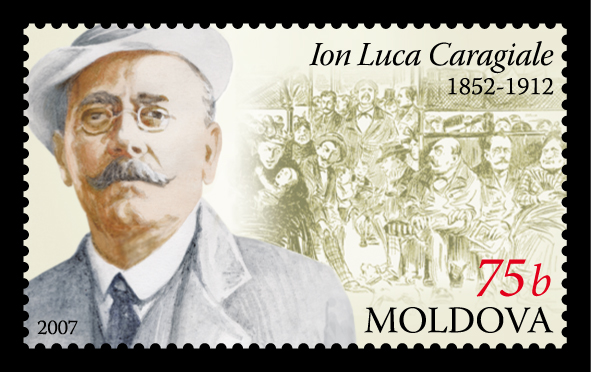
Поштова марка Молдови, 2007
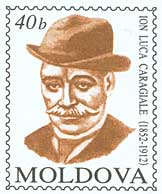
Поштова марка Молдови, 2002